# Iulius Capitolinus
Iulius Capitolinus według tradycji należał do Scriptores Historiae Augustae, która uważana jest za twórcę Historia Augusta. Iulius Capitolinus jest twórcą życiorysów: Antoninusa Piusa, Marka Aureliusza, Warusa, Helwiusza Pertinaksa, Klodiusza Albinusa, Opiliusza Makrynusa, Trzech Gordianów, Maksymusa i Balbinusa.